# 5.ª etapa da Volta a Espanha de 2017
A 5.ª etapa da Volta a Espanha de 2017 teve lugar a 23 de agosto de 2017 entre Benicasim e Alcocéber sobre um percurso em media montanha de 175,7 km.

## Classificação da etapa
| \| Classificação por etapas \| Classificação por etapas \| Classificação por etapas \| Classificação por etapas \| Classificação por etapas \| \| Ciclista \| Ciclista \| Equipe \| Tempo \| \| \| ------------------------ \| ------------------------ \| ------------------------ \| ------------------------ \| ------------------------ \| \| 1. \| Alexey Lutsenko \| Astana \| 4h24m58s \| \| \| 2. \| Merhawi Kudus \| Dimension Data \| + 42s \| \| \| 3. \| Marc Soler \| Movistar Team \| + 56s \| \| \| 4. \| Matej Mohorič \| UAE Team Emirates \| + 1m11s \| \| \| 5. \| Alexis Gougeard \| AG2R La Mondiale \| + 1m24s \| \| \| 6. \| Marco Haller \| Katusha-Alpecin \| + 1m37s \| \| \| 7. \| Julian Alaphilippe \| Quick-Step Floors \| + 1m40s \| \| \| 8. \| Jetse Bol \| Manzana Postobón \| + 2m04s \| \| \| 9. \| Matvey Mamykin \| Katusha-Alpecin \| + 2m18s \| \| \| 10. \| Jérémy Maison \| FDJ \| + 2m31s \| \| |                    |                   |          |
| |                    |                   |          |
| Fonte: ProCyclingStats |                    |                   |          |
| Classificação por etapas |                    |                   |          |
| Ciclista | Ciclista           | Equipe            | Tempo    |
| 1. | Alexey Lutsenko    | Astana            | 4h24m58s |
| 2. | Merhawi Kudus      | Dimension Data    | + 42s    |
| 3. | Marc Soler         | Movistar Team     | + 56s    |
| 4. | Matej Mohorič      | UAE Team Emirates | + 1m11s  |
| 5. | Alexis Gougeard    | AG2R La Mondiale  | + 1m24s  |
| 6. | Marco Haller       | Katusha-Alpecin   | + 1m37s  |
| 7. | Julian Alaphilippe | Quick-Step Floors | + 1m40s  |
| 8. | Jetse Bol          | Manzana Postobón  | + 2m04s  |
| 9. | Matvey Mamykin     | Katusha-Alpecin   | + 2m18s  |
| 10. | Jérémy Maison      | FDJ               | + 2m31s  |

## Classificações ao final da etapa

### Classificação geral
| \| Classificação geral \| Classificação geral \| Classificação geral \| Classificação geral \| Classificação geral \| \| Ciclista \| Ciclista \| Equipe \| Tempo \| \| \| ------------------- \| ------------------- \| ------------------- \| ------------------- \| ------------------- \| \| 1. \| Chris Froome \| Team Sky \| 18h07m10s \| \| \| 2. \| Tejay van Garderen \| BMC Racing Team \| + 10s \| \| \| 3. \| Esteban Chaves \| Orica-Scott \| + 11s \| \| \| 4. \| Nicolas Roche \| BMC Racing Team \| + 13s \| \| \| 5. \| David de la Cruz \| Quick-Step Floors \| + 23s \| \| \| 6. \| Vincenzo Nibali \| Bahrain-Merida \| + 36s \| \| \| 7. \| Fabio Aru \| Astana \| + 49s \| \| \| 8. \| Adam Yates \| Orica-Scott \| + 50s \| \| \| 9. \| Simon Yates \| Orica-Scott \| + 1m09s \| \| \| 10. \| Michael Woods \| Cannondale-Drapac \| + 1m13s \| \| |                    |                   |           |
| |                    |                   |           |
| Fonte: ProCyclingStats |                    |                   |           |
| Classificação geral |                    |                   |           |
| Ciclista | Ciclista           | Equipe            | Tempo     |
| 1. | Chris Froome       | Team Sky          | 18h07m10s |
| 2. | Tejay van Garderen | BMC Racing Team   | + 10s     |
| 3. | Esteban Chaves     | Orica-Scott       | + 11s     |
| 4. | Nicolas Roche      | BMC Racing Team   | + 13s     |
| 5. | David de la Cruz   | Quick-Step Floors | + 23s     |
| 6. | Vincenzo Nibali    | Bahrain-Merida    | + 36s     |
| 7. | Fabio Aru          | Astana            | + 49s     |
| 8. | Adam Yates         | Orica-Scott       | + 50s     |
| 9. | Simon Yates        | Orica-Scott       | + 1m09s   |
| 10. | Michael Woods      | Cannondale-Drapac | + 1m13s   |

### Classificação por pontos
| Classificação por pontos | Classificação por pontos | Classificação por pontos | Classificação por pontos | Classificação por pontos |
| Ciclista                 | Ciclista                 | Equipe                   | Pontos                   |                          |
| ------------------------ | ------------------------ | ------------------------ | ------------------------ | ------------------------ |
| 1.                       | Matteo Trentin           | Quick-Step Floors        | 49 pts                   |                          |
| 2.                       | Vincenzo Nibali          | Bahrain-Merida           | 31 pts                   |                          |
| 3.                       | Alexey Lutsenko          | Astana                   | 29 pts                   |                          |
| 4.                       | Edward Theuns            | Trek-Segafredo           | 28 pts                   |                          |
| 5.                       | Yves Lampaert            | Quick-Step Floors        | 25 pts                   |                          |
| 6.                       | Tom Van Asbroeck         | Cannondale-Drapac        | 25 pts                   |                          |
| 7.                       | Sacha Modolo             | UAE Team Emirates        | 22 pts                   |                          |
| 8.                       | Chris Froome             | Team Sky                 | 20 pts                   |                          |
| 9.                       | David de la Cruz         | Quick-Step Floors        | 20 pts                   |                          |
| 10.                      | Merhawi Kudus            | Dimension Data           | 20 pts                   |                          |

### Classificação por equipas
| Classificação por equipes | Classificação por equipes | Classificação por equipes | Classificação por equipes |
| Equipe                    | Equipe                    | Tempo                     |                           |
| ------------------------- | ------------------------- | ------------------------- | ------------------------- |
| 1.                        | Astana                    | 53h49m09s                 |                           |
| 2.                        | Movistar Team             | + 1m58s                   |                           |
| 3.                        | Orica-Scott               | + 2m01s                   |                           |
| 4.                        | UAE Team Emirates         | + 2m59s                   |                           |
| 5.                        | Sky                       | + 3m52s                   |                           |
| 6.                        | Team Sunweb               | + 5m17s                   |                           |
| 7.                        | AG2R La Mondiale          | + 7m08s                   |                           |
| 8.                        | Dimension Data            | + 12m00s                  |                           |
| 9.                        | Caja Rural-Seguros RGA    | + 15m30s                  |                           |
| 10.                       | BMC Racing Team           | + 16m18s                  |                           |